# Schomburgks ral
Schomburgks ral  (Rufirallus schomburgkii synoniem: Micropygia schomburgkii) is een vogel uit de familie van de Rallen, koeten en waterhoentjes (Rallidae). Deze vogel is genoemd naar de Engelse ontdekkingsreiziger Robert Schomburgk.

## Verspreiding en leefgebied
Deze soort komt voor in noordelijk, het zuidelijke deel van Centraal- en zuidoostelijk Zuid-Amerika en telt twee ondersoorten:
- M. s. schomburgkii: van Colombia via de Guiana's tot zuidoostelijk Peru en Bolivia.
- M. s. chapmani: centraal en zuidoostelijk Brazilië.

## Status
De grootte van de populatie is in 2019 geschat op 50-500 duizend volwassen vogels. Op de Rode lijst van de IUCN heeft deze soort de status niet bedreigd.